# Fissidens minutifrons
Fissidens minutifrons là một loài Rêu trong họ Fissidentaceae. Loài này được R.A. Pursell & D.H. Norris mô tả khoa học đầu tiên năm 2010.